# Игра в убийство (роман)
«Игра в убийство» (англ. A Man Lay Dead) — дебютный роман английской писательницы Найо Марш. Открывает серию о старшем инспекторе Скотленд-Ярда Родерике Аллейне. В нем впервые появляются Найджел Батгейт, Анжела Норт и инспектор Фокс («Братец Лис»). Образец классического детектива Золотого века этого жанра.

## Сюжет
Сюжет касается убийства, совершённого во время детективной «игры в убийство» на вечеринке в выходные в загородном доме. Хотя в романе и присутствуют сюжетные линии, посвящённые «Русскому следу», проклятому и старинному оружию и тайным обществам, само убийство касается небольшой группы гостей в поместье сэра Хьюберта Хендсли. В число гостей входят племянница сэра Хьюбера (Анджела Норт), Чарльз Ренкин (мужчина приблизительно 46 лет), Найджел Батгейт (двоюродный брат Чарльза и репортёр, ведущий колонку светской хроники), Розамунда Грант и мистер и миссис Артур Уайльд. Также здесь присутствуют искусствовед и русский дворецкий. В отличие от более поздних романов, этот больше ориентирован на Найджела Батгейта и меньше на Аллейна.
Во время детективной игры в убийство один из гостей тайно выбран, чтобы быть «убийцей», имеющим право убить любого из играющих. «Убийца» должен дотронуться до плеча выбранной им «жертвы», сказав: «Вы — труп», быстро ударить по гонгу (после удара 2 минуты никто не двигается, чтобы дать время «убийце» «замести следы»). По истечении двух минут все собираются и определяют виновного. Но когда гости сэра Хендсли спускаются на первый этаж, они видят тело Ренкина с кинжалом в шее.

## История создания
«Игра в убийство» — первый роман, написанным Найо Марш, хотя до этого она написала несколько пьес и рассказов. В последующие годы Марш «съёживалась при мысли о своем первом романе с его едва правдоподобной сюжетной линией, поверхностной характеристикой и ограниченной обстановкой», но это был её дебют и является примером уютной формы детективного романа, так как большая часть произведения происходит в одном месте (поместье Хьюберта Хендсли во Франтоке) и имеет ограниченный круг подозреваемых (все составляющие были традициями Золотого века детективного жанра, эпохи, классиком которой являлась Найо Марш).
В своей автобиографии «Black Beech and Honeydew» писательница вспоминала, что начала писать этот роман в 1931 году, когда «игра в убийство» была популярна на английских вечеринках. Прочитав один из детективных романов «то ли Кристи, то ли Сэйерс» в дождливую субботу в Лондоне, писательница задалась вопросом, сможет ли она сделать нечто подобное. После она купила шесть тетрадей и карандаши и приступила к работе. Роман вышел в 1934 году.

## Издания на русском языке
На русском языке роман издавался четыре раза:
1. 1996 год, перевод Л. Г. Мордуховича, издательство Фантом Пресс. На обложке имя Найо Марш указывалось как «Нейо».
2. 1998 год, в сборнике с романом «Увертюра к смерти». Переводчик Л. Теуш, издательство Букмэн.
3. 2002 год, в сборнике с романами «Убитая в овечьей шерсти», «Увертюра к смерти», «Смерть в театре „Дельфин“». Переводчик Л. Теуш, издательство Рипол Классик.
4. 2011 год, в серии «Английский детектив. Лучшее», как в сборнике с романом «Чернее некуда», так и отдельно. Переводчик Л. Г. Мордухович, издательство АСТ.

## Экранизации
Роман был экранизирован один раз. Он стал основой для первой серии (до этого так же был пилотный выпуск, основанный на романе «Маэстро, вы — убийца!») телесериала «Инспектор Аллейн расследует» (англ. The Inspector Alleyn Mysteries). Наиболее явное отступление от источника в экранизации было то, что персонаж Анжела Норт был заменен на Агату Трой — другого персонажа серии, который был впервые введен в романе «Маэстро, вы — убийца!» (1938); в книгах Трой была женой инспектора Аллейна. Роль Родерика Аллейна исполнил Патрик Малахайд.